# Muhits Sándor
Muhits Sándor (Bakonypeterd, 1882. március 9. – Budapest, 1956. május 8.) magyar festő- és iparművész, tanár.

## Életpályája
Budapesten végezte el az iparművészeti iskolát; illusztrációival tette ismertté nevét. 1905-től tanárként dolgozott. 1909–1914 között az Iparművészeti Főiskola rendes tanára volt. Az I. világháború idején (1915) orosz hadifogságba került. Eleinte a krasznojarszki játékgyár művészeti vezetőjeként, majd 1917 után Moszkvában grafikai szakiskolák szervezőjeként tovább folytathatta művészi tevékenységét. 1920-ban hazatért. 1921–1925 között a miskolci művésztelep vezetője és tanára volt. 1925–1946 között az Országos Magyar Királyi Iparművészeti Iskola rendes tanára volt. 1935–1946 között az Iparművészeti Iskola Textil Tanszék vezetője volt. 1946-ban nyugalomba vonult.
Dekoratív templomi festményeken kívül (szegedi Fogadalmi templom, Zala, Bihar, Kunszentmárton) serlegek, könyvillusztrációk és üvegfestmények (marosvásárhelyi kultúrpalota) készítésével is foglalkozott.

## Családja
Szülei: Muhits Tamás és Hofstatter Rozália voltak. 1914-ben, Alsókubinban házasságot kötött Legény Máriával.
Sírja a Farkasréti temetőben található (3/2-1-69).